# 白龙镇 (肥东县)
白龙镇是中华人民共和国安徽省合肥市肥东县下辖的一个乡镇级行政单位。

## 行政区划
白龙镇下辖以下地区：
白龙社区、三家村、宁庙村、团结村、后陈村、高圩村、孙岗村、王塘村、双庙村、镇南村、同心村、长王村、卢店村、明教村、青龙厂村、洪桥村、板桥村、徐庄圩村、肖凤村、向东村、镇北村、费集村、广场村、三河村、清水村和快乐村。